# Passalus punctatostriatus
Passalus punctatostriatus es una especie de coleóptero de la familia Passalidae.

## Distribución geográfica
Habita en el Neártico.